# Argentina en la Copa Mundial de Fútbol de 1974
La selección de fútbol de Argentina fue uno de los 16 países participantes de la Copa Mundial de Fútbol de 1974, realizada en Alemania Occidental.
El entrenador era Vladislao Cap y el capitán era Roberto Perfumo. Argentina terminó en octavo lugar.

## Clasificación

### Grupo 2
| Pos. | País      | Pts | J | G | E | P | GF | GC | GD  |
| ---- | --------- | --- | - | - | - | - | -- | -- | --- |
| 1    | Argentina | 7   | 4 | 3 | 1 | 0 | 9  | 2  | +7  |
| 2    | Paraguay  | 5   | 4 | 2 | 1 | 1 | 8  | 5  | +3  |
| 3    | Bolivia   | 0   | 4 | 0 | 0 | 4 | 1  | 11 | −10 |

| 9-9-1973 | Argentina                        | 4 – 0 | Bolivia | Buenos Aires, Argentina                 |                                         |
|          | Brindisi 30' 43' · Ayala 66' 75' |       |         | Árbitro(s): Angel Eduardo Pazos Bianchi | Árbitro(s): Angel Eduardo Pazos Bianchi |

| 16-9-1973 | Paraguay  | 1 – 1 | Argentina | Asunción, Paraguay       |                          |
|           | Arrúa 41' |       | Ayala 33' | Árbitro(s): Omar Delgado | Árbitro(s): Omar Delgado |

| 23-9-1973 | Bolivia | 0 – 1 | Argentina   | La Paz, Bolivia                  |                                  |
|           |         |       | Fornari 17' | Árbitro(s): Arnaldo Cézar Coelho | Árbitro(s): Arnaldo Cézar Coelho |

| 7-10-1973 | Argentina                          | 3 – 1 | Paraguay    | Buenos Aires, Argentina            |                                    |
|           | Ayala 32' (pen.) 57' · Guerini 89' |       | Escobar 22' | Árbitro(s): Rafael Hormazabal Diaz | Árbitro(s): Rafael Hormazabal Diaz |

Tras no conseguir clasificarse para la Copa Mundial de Fútbol de 1970, Argentina comenzó el ciclo dirigida por Juan José Pizzuti, obteniendo el cuarto lugar en la Copa Independencia de Brasil. Para la fase de clasificación contra Bolivia y Paraguay, Omar Sívori fue elegido nuevo seleccionador. En Asunción, el equipo durmió en la residencia del embajador argentino, José María Rosa, que ofreció su residencia para escapar del ruido que hacían los hinchas locales, que planeaban pasar la noche frente al hotel donde se alojaba la delegación argentina. Para el partido contra Bolivia, Omar Sívori, encargó Miguel Ignomiriello a viajar 75 días antes del partido para lograr una buena adaptación a la altura, con un equipo alternativo que trabajarían exclusivamente para ese partido. El equipo se conoció como Selección Fantasma. Algunos miembros destacados, como Jota Jota López e Mostaza Merlo, no se adaptaron a la altitud y tuvieron que regresar a Buenos Aires. Según Miguel Ignomiriello: "La AFA se olvidó de nosotros y la pasamos realmente mal. No teníamos ni para comer. Teníamos pactados dos amistosos y terminamos haciendo seis o siete a cambio de dinero. Así comprábamos las cosas en un supermercado y alguno hacía la comida. Volví con 7 u 8 kilos menos".  Inesperadamente, Sívori llegó el día anterior en compañía de cuatro jugadores - Carnevali, Bargas, Telch y Ayala - con el objetivo de incluirlos en el partido. El nuevo grupo fue mal recibido y se alojó en plantas separadas del Hotel Copacabana hasta el partido. Según Ubaldo Fillol: "Hasta ese momento, nosotros estábamos convencidos de que el partido contra Bolivia iba a ser nuestra gran oportunidad para mostrarnos. Pero ahí estaban los de la mayor, fresquitos y experimentados, entrando al hotel, para nadie sabía bien qué. Nosotros veníamos de la Guerra de Vietnam, de comer raíces. Ellos venían de Mallorca. Entre los jugadores que llegaron a La Paz estaba Daniel Carnevalli, que, hay que decirlo, andaba muy bien. Sin embargo, nunca se me había cruzado por la cabeza quedarme fuera del partido con el que había estado soñando durante todas esas semanas. Cuando finalmente Sívori dio la lista y no me nombró, sentí una tristeza enorme. Me mandaron al banco. Habíamos sido engañados. Esa selección fantasma fue armada exclusivamente para eso, como quien diseña un robot para un objetivo específico. Nos habíamos matado en la adaptación, sufriendo todo lo que sufrimos, con el fin de llegar al partido, ganarlo y clasificar al Mundial. Habíamos sido como autómatas que solo pensaban en ese partido. ¿En serio me estaban dejando afuera? El robot salió a escena sin mí. Y cuando terminó el partido se autodestruyó. Vi todo el partido desde el banco de suplentes"
Tras clasificarse para la Copa Mundial, Sívori pidió un calendario de amistosos para dar al equipo proyección internacional. El seleccionado nacional perdió frente a México, 2 a 0, sin embargo, venció a Alemania Occidental por 3-2 en el Estadio Olímpico de Múnich y empató 1-1 con Israel en Tel Aviv. A pesar de los pedidos de Sívori, la AFA, todavía no pagaba los premios convenidos de la gira. Según Sívori: “Se pagarían entre 500 y 700 mil pesos a cada jugador”, y según Horacio Bruzzone, presidente de la federación,  “al plantel no hay que pagarle un peso más de los 400 mil por el partido contra Alemania y 200 por el partido frente a Israel”.
Sívori también  estaba molesto porque no le habían firmado el contrato a su ayudante Miguel Ignomiriello y tampoco al preparador físico, el profesor Jorge Kistenmacher. Sívori reunió a los 20 jugadores concentrados y les comunicó que renunciaba, a las 22 del sábado, previo al partido amistoso contra Palmeiras. Según Sívori: “Los jugadores me trataron de convencer que no me fuera. Lo lamento por los muchachos, ellos querían dejar el hotel conmigo pero, por suerte pude engañarlos y se acostaron pensando que me quedaría. Pero yo estoy harto de que algunos dirigentes trabajen mal y yo tenga que pagar los platos rotos. Tampoco pretendo que se haga lo que a mí se me ocurra, pero quiero que se respete la palabra”. Para sustituir a Sívori, Vladislao Cap, encabezó el trío de entrenadores para el Mundial de Alemania 74 que completaron José Varacka y Víctor Rodríguez.

## Preparación
El equipo comenzó su preparación en Buenos Aires y se enfrentó a equipos locales.  En un amistoso contra un combinado de Rosario, se impuso a Argentina por 3-1. El resultado fue considerado un fiasco por la prensa. "El clima está preparado para un nuevo desarreglo que nos conduzca al fracaso", advirtió El Gráfico. Francisco Sá minimizó la derrota: "Se hicieron bastantes cambios esa noche, además probaron jugadores que después no estarían en el Mundial".
En este partido se hizo famoso Trinche Carlovich, volante central del equipo rosarino. Ubaldo Fillol dijo: «(...) enfrentamos en Rosario a un combinado de jugadores rosarinos donde se destacaba Carlovich. ¡Qué baile nos dieron esa noche, y cómo jugó ese muchacho! Un talento que hoy sería comparable a Redondo o Cambiasso, o antes quizás a la Oveja Telch. Poseía la magia que distingue a estos tres jugadores». Vladislao Cap le pidió a su par rosarino que sacara a Carlovich.
37 días antes del Mundial, Argentina desembarcó en Europa para una serie de partidos amistosos. Varios empresarios recorrían los hoteles en busca de jugadores. Rubén Oscar Glaría recordó: “Parecía un mercado persa”.  Argentina empató con Granada, 0-0, ganó de Francia, 1-0, empató con Inglaterra, 2-2, y perdió 4-1 contra Holanda. Víctor Rodríguez reaccionó:“¡Quiero revancha ya mismo, éstos nunca más nos hacen cuatro goles!”. Roque Avallay sufrió una lesión que lo obligó a regresar al país. Se eligió a Carlos Babington y, sorprendentemente fue designado como titular pese a que no tenía ni un entrenamiento con sus compañeros. Roberto Perfumo fue el único jugador que había disputado una Copa Mundial, en la anterior participación de Argentina en la Copa Mundial de Fútbol de 1966. Según Perfumo: "A mí me llamaba la atención lo poco que Cap conocía a los jugadores. Me hacía un montón de preguntas y yo le contestaba: "Polaco, hace tres años que estoy jugando en Brasil"."
Era la primera vez que Argentina contaba con jugadores del exterior. Seis jugadores jugaban en el extranjero: Roberto Perfumo (Cruzeiro), Rubén Ayala y Ramón Heredia (Atlético de Madrid), Daniel Carnevali (Las Palmas), Angel Bargas (Nantes) y Héctor Yazalde (Sporting Lisboa).

## Campaña

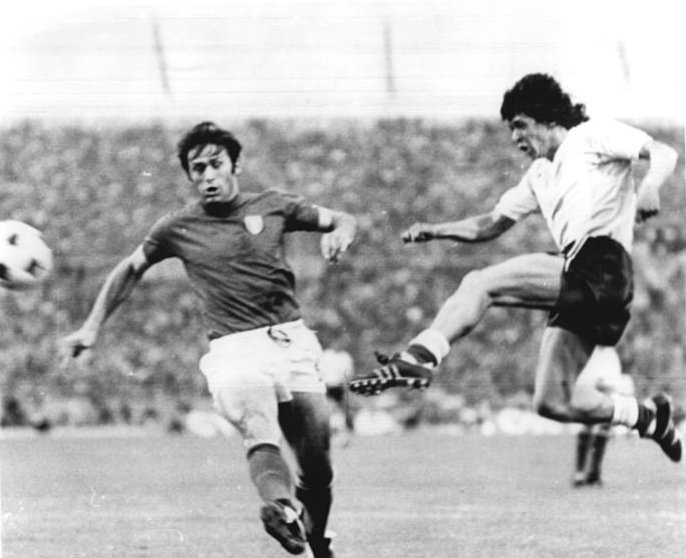
Imagen del partido de Argentina contra Italia

El partido inaugural fue contra Polonia, medalla de oro en los Anexo:El fútbol en los Juegos Olímpicos de Múnich 1972, Argentina perdió 3-2. Cap fue criticado por improvisar al central Sá en el lateral izquierdo y a otro central, Bargas, en el 5. Cap explicó: “Perfumo, Heredia y Bargas tienen mucha jerarquía, no podía darme el lujo de dejar a uno afuera”. Ángel Bargas se quejó: No jugué en mi puesto y lo hice mal, pero creía que podía serle útil al equipo. Ahora pienso que voy a ser más útil si me sacan.”. Otra crítica fue la elección del portero Daniel Carnevali porque estaba jugando en Europa. Vladislao Cap reaccionó: ¿Qué quiere que le diga? Usted vio lo que pasó: le regalamos el partido ¿A usted le parece que con sacar a uno y poner a otro soluciono algo? Atrás somos un desastre, no paramos a nadie. Lato se paseó por donde se le dio la gana”.
En la segunda ronda, Argentina se enfrentó a Italia y empató 1-1. Tras el partido, Roberto Telch fue acusado de agredir a una camarera y estuvo a punto de ser expulsado de Alemania.
Para pasar a la segunda fase Argentina estaba obligada a ganar, pero además no dependía de sí misma. Polonia tenía que ganar a Italia, y a los dos equipos europeos les bastaba un empate para pasar a la siguiente ronda. Acabó dando lugar a un polémico episodio de incentivos económicos de jugadores argentinos a jugadores polacos.
Héctor Vega Onesime, periodista argentino de la revista El Gráfico, recordó: "Contacté a uno de los jugadores (argentinos) para saber si los dirigentes auscultarían la forma de arrancarles a los polacos garantías de entrega total contra Italia. Me respondió que no lo sabía. Convencí a Juvenal y a Ricardo Alfieri –periodista y fotógrafo compañeros suyos en la revista para que fuéramos a la concentración de Polonia, pues daba una conferencia de prensa su entrenador, Kazimierz Gorski. Lo interrogué: ‘¿Cómo van a jugar?’. Su mirada desafiante no dejó margen a la especulación: ‘A ganar’. Encontré en esa definición el bálsamo deseado. Nos dispusimos a almorzar y observé que se encontraba Robert Gadocha, figura de la selección polaca (delantero). Lo acompañaba un señor joven que resultó ser argentino (Iggy Bocwinski) y gerente en Varsovia de la empresa aérea Pan Am. Él le tradujo mi inquietud: ‘¿Cómo van a jugar?’, pero la réplica fue muy distinta: ‘Eso depende de los argentinos’. Comprendí con demora los alcances de esa frase que me agarró desprevenido. Irrumpió como un fantasma la palabra que todavía engendra polémicas y disímiles lecturas: incentivación. Decidí dar un paso de extremo riesgo: comunicar por teléfono a los futbolistas argentinos la posición polaca. Hubo una oferta y un acuerdo. Gadocha, su amigo argentino y Héctor Rial (exfutbolista argentino, integrante del cuerpo técnico de la Selección en 1974) quedaron a cargo de la transacción. Polonia cumplió con lo prometido frente a Italia y Argentina se clasificó tras golear a Haití. Jamás supe los alcances y la intimidad de aquella negociación ni el destino de la plata”.
Enrique Wolff: "Los polacos se vinieron a ofrecer y nosotros dijimos ‘y bueno’ porque, si no, iban a jugar con suplentes y qué se yo. Cada uno de los jugadores pagamos 1.000 dólares. Lo más gracioso fue que había muchachos que no tenían dinero para pagar lo que le querían dar a Polonia y lo puso la AFA pero después lo descontó de los premios". El dinero fue supuestamente entregado a la esposa del delantero polaco Robert Gadocha.
Polonia venció a Italia por 2 a 1 en Stuttgart, mientras que Argentina, con el mismo once inicial de la segunda fecha, goleó 4 a 1 a Haití. 
Sin embargo, a lo largo de los años, el elenco polaco negó haber recibido el dinero. Grzegorz Lato afirmó que se enteró del caso cuando  coincidió en el Atlante de México con el goleador argentino Rubén Ayala entre 1982 y 1984, cuando éste le preguntó un día, por curiosidad, “qué hicieron con el dinero que les dimos”. Zmuda se quejó: "“lamentablemente, no nos llegó un centavo." En total, el incentivo ascendía a 25.000 dólares. Según Bocwinski, Gadocha recibió 18 mil y Rubén Ayala el resto. 
Iggy Bocwinski contaría años más tarde: “Robert (Gadocha) se guardó el dinero para sí mismo. Cuando le entregué la bolsa, le pregunté cómo iba a dividir el dinero. Luego dijo ‘¿Sabés qué?, no les digas nada a los muchachos. Nuestra estrategia para el partido con Italia fue salir a ganar’. Me sorprendió mucho esta actitud de Gadocha”. Ayala habría confesado a Grzegorz Lato "¡Algo me tenía que llevar yo!".
El jugador polaco Wladyslaw Zmuda recordó em 2021 que un dirigente italiano apareció en la antesala del vestuario del estadio con una valija llena de dinero para que los polacos se dejaran ganar en el segundo tiempo: "Los italianos estaban bastante seguros de que iban a vencer, pero al terminar el primer tiempo les estábamos ganando 2-0 y la clasificación se les estaba escapando y cuando nos dirigíamos al vestuario, notamos que en el túnel nos esperaba un hombre que tenía un maletín en su mano y al abrirlo aparecieron fajos de billetes, un montón de dólares. No lo podía creer. ¡Un tipo con un maletín de dinero en medio de un partido de la Copa del Mundo! Creo que entonces uno de los miembros de nuestro staff empezó a forcejear con él. Eso sólo fue un momento y enseguida nos mandaron para el vestuario. Pero recuerdo perfectamente ese dinero". Miroslaw Bulzacki, antiguo agente futbolístico polaco, confirmó la acusación de Zmuda: "recuerdo ese maletín. Trató de dárselo a uno de los jugadores, pero nadie quiso llevárselo. Nos echaron a todos y nos ordenaron meternos en el vestuario, a donde él ya no pudo ingresar".
En la segunda fase, Argentina cayó en el Grupo A con Brasil, Alemania Democrática y Holanda. El primer partido fue una derrota por 4-0 contra Holanda. Roberto Perfumo: "Dividían cada tiempo en tres segmentos de 15 minutos. Presionaban en el primer cuarto de hora, bajaban el ritmo en el segundo y volvían a subirlo en el último. Eran una topadora". Enrique Wolff: "Fue la única vez en mi vida que sentí impotencia en un campo. Nos pasaron por encima, literalmente. Ahora lo veo y no me parece tanta la diferencia, pero aquel día me quise morir". Daniel Carnevali: “Son una barbaridad. Los veía desde el arco y no podía creer que fuéramos once contra once. Ellos parecían como veinte”. 
El equipo perdió 2-1 contra Brasil. Sin posibilidades de pasar a la siguiente ronda, la Argentina debía jugar su último partido contra la República Democrática de Alemania cuando llegó la noticia de la muerte de Juan Domingo Perón. René Orlando Houseman: "Para mí no había que jugar más. Ya nos habían eliminado, y el plantel estaba muy golpeado". El portero debería ser Miguel Ángel Santoro, que se negó a actuar alegando que fue traicionado por el cuerpo técnico, así Ubaldo Fillol hizo su debut en la Copa del Mundo. Según Miguel Ángel Santoro: "Yo era el arquero titular antes del Mundial. Semanas antes del Mundial tuve una lesión en la rodilla, pero el médico y el técnico me pidieron que me opere. El entrenador (Vladislao Cap) me dijo 'operate, que si estás bien, vas a jugar'. Fuimos al Mundial y las cosas no fueron bien para el equipo, pero sobre todo para Daniel Carnevali, el arquero titular. Antes del último partido, frente Alemania Democrática, el entrenador me pone de titular. Lo encaro y le digo: '– Mirá, si se hubiera lastimado Carnevali, yo jugaba. Pero me fallaste en el Campeonato del Mundo, no me quieras conformar ahora".  Los jugadores hicieron público el comunicado que explicaba su voluntad de no jugar. La FIFA argumentó que ya habían sido vendidas 50 mil entradas. Si Argentina no se presentaba se aplicaría una multa de 600.000 dólares y el país perdería su condición de sede de la undécima Copa del Mundo en 1978. Los jugadores aceptaron jugar.
Según Cap: "El balance no es ni bueno, ni regular, ni malo”.

## Plantel
El cuerpo técnico tomó la decisión de ordenar los números para las dorsales de los jugadores con un criterio alfabético, a excepción de los tres guardametas seleccionados, que recibieron los tradicionales números 1 (para el titular, Carnevali), 12 (para el primer suplente, Fillol) y 21 (para el segundo suplente, Santoro).
| #  | Nombre               | Posición       | Club                    |
| -- | -------------------- | -------------- | ----------------------- |
| 1  | Daniel Carnevali     | Guardameta     | Las Palmas              |
| 2  | Rubén Ayala          | Delantero      | Atlético de Madrid      |
| 3  | Carlos Babington     | Centrocampista | Huracán                 |
| 4  | Agustín Balbuena †   | Delantero      | Independiente           |
| 5  | Ángel Bargas         | Defensa        | Nantes                  |
| 6  | Miguel Brindisi      | Centrocampista | Huracán                 |
| 7  | Jorge Carrascosa     | Defensa        | Huracán                 |
| 8  | Enrique Chazarreta † | Centrocampista | San Lorenzo             |
| 9  | Rubén Oscar Glaria   | Defensa        | San Lorenzo             |
| 10 | Ramón Heredia        | Defensa        | Atlético de Madrid      |
| 11 | René Houseman †      | Delantero      | Huracán                 |
| 12 | Ubaldo Fillol        | Guardameta     | River Plate             |
| 13 | Mario Kempes         | Delantero      | Rosario Central         |
| 14 | Roberto Perfumo †    | Defensa        | Cruzeiro                |
| 15 | Aldo Poy             | Centrocampista | Rosario Central         |
| 16 | Francisco Sa         | Defensa        | Independiente           |
| 17 | Carlos Squeo †       | Defensa        | Racing Club             |
| 18 | Roberto Telch †      | Centrocampista | San Lorenzo             |
| 19 | Néstor Togneri       | Defensa        | Estudiantes de La Plata |
| 20 | Enrique Wolff        | Defensa        | River Plate             |
| 21 | Miguel Santoro       | Guardameta     | Independiente           |
| 22 | Héctor Yazalde †     | Delantero      | Sporting de Lisboa      |
| DT | Vladislao Cap †      |                |                         |

Ayudantes técnicos: Jose Varacka y  Vicente Cayetano Rodríguez

## Participación
- Los horarios son correspondientes a la Hora central europea de verano (UTC+2).

### Partidos
| Fecha       | Lugar         | Instancia    |              |                             | Resultado |                              |                      |
| ----------- | ------------- | ------------ | ------------ | --------------------------- | --------- | ---------------------------- | -------------------- |
| 15 de junio | Stuttgart     | Primera fase | Polonia      | Bandera de Polonia          | 3:2 (2:0) | Bandera de Argentina         | Argentina            |
| 19 de junio | Stuttgart     | Primera fase | Argentina    | Bandera de Argentina        | 1:1 (1:1) | Bandera de Italia            | Italia               |
| 23 de junio | Múnich        | Primera fase | Argentina    | Bandera de Argentina        | 4:1 (2:0) | Bandera de Haití             | Haití                |
| 26 de junio | Gelsenkirchen | Segunda fase | Países Bajos | Bandera de los Países Bajos | 4:0 (2:0) | Bandera de Argentina         | Argentina            |
| 30 de junio | Hannover      | Segunda fase | Argentina    | Bandera de Argentina        | 1:2 (1:1) | Bandera de Brasil            | Brasil               |
| 3 de julio  | Gelsenkirchen | Segunda fase | Argentina    | Bandera de Argentina        | 1:1 (1:1) | Bandera de Alemania Oriental | Alemania Democrática |

### Primera fase - Grupo 4
| Selección | Pts | PJ | PG | PE | PP | GF | GC | Dif |
| --------- | --- | -- | -- | -- | -- | -- | -- | --- |
| Polonia   | 6   | 3  | 3  | 0  | 0  | 12 | 3  | 9   |
| Argentina | 3   | 3  | 1  | 1  | 1  | 7  | 5  | 2   |
| Italia    | 3   | 3  | 1  | 1  | 1  | 5  | 4  | 1   |
| Haití     | 0   | 3  | 0  | 0  | 3  | 2  | 14 | −12 |

|  | Clasificados a la segunda fase. |

#### Polonia vs. Argentina
| 15 de junio de 1974, 18:00 | Polonia                    | 3:2 (2:0) | Argentina                   | Neckarstadion, Stuttgart                                        |                                                                 |
|                            | Lato 7', 62' · Szarmach 8' | Reporte   | Heredia 60' · Babington 66' | Asistencia: 31.500 espectadores Árbitro(s): John Thomas (Gales) | Asistencia: 31.500 espectadores Árbitro(s): John Thomas (Gales) |

| 2  | PO | Jan Tomaszewski    |     |
| 4  | DF | Antoni Szymanowski |     |
| 6  | DF | Jerzy Gorgoń       |     |
| 9  | DF | Władysław Żmuda    |     |
| 10 | DF | Adam Musiał        |     |
| 12 | MC | Kazimierz Deyna    |     |
| 13 | MC | Henryk Kasperczak  |     |
| 14 | MC | Zygmunt Maszczyk   |     |
| 16 | DE | Grzegorz Lato      |     |
| 17 | DE | Andrzej Szarmach   | 70' |
| 18 | DE | Robert Gadocha     | 85' |
| DT | DT | Kazimierz Górski   |     |

| 1  | PO | Daniel Carnevali      |     |
| 20 | DF | Enrique Wolff         |     |
| 5  | DF | Ángel Bargas          | 67' |
| 14 | DF | Roberto Perfumo       |     |
| 10 | DF | Ramón Heredia         |     |
| 16 | DF | Francisco Sá          |     |
| 6  | MC | Miguel Ángel Brindisi | 46' |
| 3  | MC | Carlos Babington      |     |
| 13 | DE | Mario Alberto Kempes  |     |
| 4  | DE | Agustín Balbuena      |     |
| 2  | DE | Rubén Ayala           |     |
| DT | DT | Vladislao Cap         |     |

| 19 | DE | Jan Domarski      | 70' |
| 11 | DE | Lesław Ćmikiewicz | 85' |

| 11 | DE | René Houseman | 46' |
| 18 | DF | Roberto Telch | 67' |

| Anotado | 7'  | Grzegorz Lato    |
| Anotado | 8'  | Andrzej Szarmach |
| Anotado | 62' | Grzegorz Lato    |

| Anotado | 60' | Ramón Heredia    |
| Anotado | 66' | Carlos Babington |

| Amonestado | 21' | Roberto Perfumo  |
| Amonestado | 47' | Carlos Babington |

| Árbitro             | Clive Thomas         |
| Árbitros asistentes | Tony Boskovic        |
| Árbitros asistentes | Hans-Joachim Weyland |

| 2  | PO | Jan Tomaszewski    |     |
| 4  | DF | Antoni Szymanowski |     |
| 6  | DF | Jerzy Gorgoń       |     |
| 9  | DF | Władysław Żmuda    |     |
| 10 | DF | Adam Musiał        |     |
| 12 | MC | Kazimierz Deyna    |     |
| 13 | MC | Henryk Kasperczak  |     |
| 14 | MC | Zygmunt Maszczyk   |     |
| 16 | DE | Grzegorz Lato      |     |
| 17 | DE | Andrzej Szarmach   | 70' |
| 18 | DE | Robert Gadocha     | 85' |
| DT | DT | Kazimierz Górski   |     |

| 1  | PO | Daniel Carnevali      |     |
| 20 | DF | Enrique Wolff         |     |
| 5  | DF | Ángel Bargas          | 67' |
| 14 | DF | Roberto Perfumo       |     |
| 10 | DF | Ramón Heredia         |     |
| 16 | DF | Francisco Sá          |     |
| 6  | MC | Miguel Ángel Brindisi | 46' |
| 3  | MC | Carlos Babington      |     |
| 13 | DE | Mario Alberto Kempes  |     |
| 4  | DE | Agustín Balbuena      |     |
| 2  | DE | Rubén Ayala           |     |
| DT | DT | Vladislao Cap         |     |

| 19 | DE | Jan Domarski      | 70' |
| 11 | DE | Lesław Ćmikiewicz | 85' |

| 11 | DE | René Houseman | 46' |
| 18 | DF | Roberto Telch | 67' |

| Anotado | 7'  | Grzegorz Lato    |
| Anotado | 8'  | Andrzej Szarmach |
| Anotado | 62' | Grzegorz Lato    |

| Anotado | 60' | Ramón Heredia    |
| Anotado | 66' | Carlos Babington |

| Amonestado | 21' | Roberto Perfumo  |
| Amonestado | 47' | Carlos Babington |

| Árbitro             | Clive Thomas         |
| Árbitros asistentes | Tony Boskovic        |
| Árbitros asistentes | Hans-Joachim Weyland |

#### Argentina vs. Italia
| 19 de junio de 1974, 19:30                                                                        | Argentina    | 1:1 (1:1) | Italia             | Neckarstadion, Stuttgart                                                    |                                                                             |
|                                                                                                   | Houseman 19' | Reporte   | Perfumo 35' (a.g.) | Asistencia: 68.900 espectadores Árbitro(s): Pavel Kazakov (Unión Soviética) | Asistencia: 68.900 espectadores Árbitro(s): Pavel Kazakov (Unión Soviética) |
| Perfumo es hasta ahora el único jugador argentino que se haya marcado un auto gol o gol en contra |              |           |                    |                                                                             |                                                                             |

| 1  | PO | Daniel Carnevali     |     |
| 20 | DF | Enrique Wolff        | 60' |
| 14 | DF | Roberto Perfumo      |     |
| 10 | DF | Ramón Heredia        |     |
| 16 | DF | Francisco Sá         |     |
| 18 | MC | Roberto Telch        |     |
| 3  | MC | Carlos Babington     |     |
| 13 | DE | Mario Alberto Kempes |     |
| 11 | DE | René Houseman        |     |
| 2  | DE | Rubén Ayala          |     |
| 22 | DE | Héctor Yazalde       | 78' |
| DT | DT | Vladislao Cap        |     |

| 1  | PO | Dino Zoff            |     |
| 2  | DF | Luciano Spinosi      |     |
| 3  | DF | Giacinto Facchetti   |     |
| 5  | DF | Francesco Morini     | 66' |
| 6  | DF | Tarcisio Burgnich    |     |
| 4  | MC | Romeo Benetti        |     |
| 7  | MC | Sandro Mazzola       |     |
| 8  | MC | Fabio Capello        |     |
| 10 | MC | Gianni Rivera        | 66' |
| 11 | DE | Luigi Riva           |     |
| 19 | DE | Pietro Anastasi      |     |
| DT | DT | Ferruccio Valcareggi |     |

| 9 | DF | Rubén Glaria       | 60' |
| 8 | DE | Enrique Chazarreta | 78' |

| 15 | DF | Giuseppe Wilson | 66' |
| 18 | MC | Franco Causio   | 66' |

| Anotado | 20' | René Houseman |

| Anotado · Autogol | 35' | Roberto Perfumo |

| Amonestado | 54' | Carlos Babington |

| Amonestado | 48' | Romeo Benetti |

| Árbitro             | Pavel Kazakov     |
| Árbitros asistentes | Vicente Llobregat |
| Árbitros asistentes | Ramón Barreto     |

| 1  | PO | Daniel Carnevali     |     |
| 20 | DF | Enrique Wolff        | 60' |
| 14 | DF | Roberto Perfumo      |     |
| 10 | DF | Ramón Heredia        |     |
| 16 | DF | Francisco Sá         |     |
| 18 | MC | Roberto Telch        |     |
| 3  | MC | Carlos Babington     |     |
| 13 | DE | Mario Alberto Kempes |     |
| 11 | DE | René Houseman        |     |
| 2  | DE | Rubén Ayala          |     |
| 22 | DE | Héctor Yazalde       | 78' |
| DT | DT | Vladislao Cap        |     |

| 1  | PO | Dino Zoff            |     |
| 2  | DF | Luciano Spinosi      |     |
| 3  | DF | Giacinto Facchetti   |     |
| 5  | DF | Francesco Morini     | 66' |
| 6  | DF | Tarcisio Burgnich    |     |
| 4  | MC | Romeo Benetti        |     |
| 7  | MC | Sandro Mazzola       |     |
| 8  | MC | Fabio Capello        |     |
| 10 | MC | Gianni Rivera        | 66' |
| 11 | DE | Luigi Riva           |     |
| 19 | DE | Pietro Anastasi      |     |
| DT | DT | Ferruccio Valcareggi |     |

| 9 | DF | Rubén Glaria       | 60' |
| 8 | DE | Enrique Chazarreta | 78' |

| 15 | DF | Giuseppe Wilson | 66' |
| 18 | MC | Franco Causio   | 66' |

| Anotado | 20' | René Houseman |

| Anotado · Autogol | 35' | Roberto Perfumo |

| Amonestado | 54' | Carlos Babington |

| Amonestado | 48' | Romeo Benetti |

| Árbitro             | Pavel Kazakov     |
| Árbitros asistentes | Vicente Llobregat |
| Árbitros asistentes | Ramón Barreto     |

#### Argentina vs. Haití
| 23 de junio de 1974, 16:00 | Argentina                                   | 4:1 (2:0) | Haití     | Estadio Olímpico de Múnich, Múnich                                        |                                                                           |
|                            | Yazalde 15', 68' · Houseman 18' · Ayala 55' | Reporte   | Sanon 63' | Asistencia: 24.000 espectadores Árbitro(s): Pablo Sánchez Ibáñez (España) | Asistencia: 24.000 espectadores Árbitro(s): Pablo Sánchez Ibáñez (España) |

| 1  | PO | Daniel Carnevali     |     |
| 20 | DF | Enrique Wolff        |     |
| 14 | DF | Roberto Perfumo      |     |
| 10 | DF | Ramón Heredia        |     |
| 16 | DF | Francisco Sá         |     |
| 18 | MC | Roberto Telch        |     |
| 3  | MC | Carlos Babington     |     |
| 13 | DE | Mario Alberto Kempes | 52' |
| 11 | DE | René Houseman        | 57' |
| 2  | DE | Rubén Ayala          |     |
| 22 | DE | Héctor Yazalde       |     |
| DT | DT | Vladislao Cap        |     |

| 1  | PO | Henri Françillon  |     |
| 5  | DF | Serge Ducosté     |     |
| 6  | DF | Pierre Bayonne    |     |
| 14 | DF | Wilner Nazaire    | 25' |
| 21 | DF | Wilfried Louis    |     |
| 7  | MC | Philippe Vorbe    |     |
| 8  | MC | Jean-Claude Désir |     |
| 9  | MC | Eddy Antoine      |     |
| 13 | DF | Serge Racine      |     |
| 11 | DE | Guy Saint-Vil     | 52' |
| 20 | DE | Emmanuel Sanon    |     |
| DT | DT | Antoine Tassy     |     |

| 4 | DE | Agustín Balbuena      | 52' |
| 6 | MC | Miguel Ángel Brindisi | 57' |

| 17 | DF | Joseph-Marion Leandré | 25' |
| 16 | DE | Fritz Leandré         | 52' |

| Anotado | 15' | Héctor Yazalde |
| Anotado | 18' | René Houseman  |
| Anotado | 55' | Rubén Ayala    |
| Anotado | 68' | Héctor Yazalde |

| Anotado | 63' | Emmanuel Sanon |

| Amonestado | 26' | Carlos Babington |
| Amonestado | 60' | Ramón Heredia    |

| Amonestado | 85' | Fritz Leandré |

| Árbitro             | Pablo Sánchez Ibáñez |
| Árbitros asistentes | Kurt Tschenscher     |
| Árbitros asistentes | Rudi Glöckner        |

| 1  | PO | Daniel Carnevali     |     |
| 20 | DF | Enrique Wolff        |     |
| 14 | DF | Roberto Perfumo      |     |
| 10 | DF | Ramón Heredia        |     |
| 16 | DF | Francisco Sá         |     |
| 18 | MC | Roberto Telch        |     |
| 3  | MC | Carlos Babington     |     |
| 13 | DE | Mario Alberto Kempes | 52' |
| 11 | DE | René Houseman        | 57' |
| 2  | DE | Rubén Ayala          |     |
| 22 | DE | Héctor Yazalde       |     |
| DT | DT | Vladislao Cap        |     |

| 1  | PO | Henri Françillon  |     |
| 5  | DF | Serge Ducosté     |     |
| 6  | DF | Pierre Bayonne    |     |
| 14 | DF | Wilner Nazaire    | 25' |
| 21 | DF | Wilfried Louis    |     |
| 7  | MC | Philippe Vorbe    |     |
| 8  | MC | Jean-Claude Désir |     |
| 9  | MC | Eddy Antoine      |     |
| 13 | DF | Serge Racine      |     |
| 11 | DE | Guy Saint-Vil     | 52' |
| 20 | DE | Emmanuel Sanon    |     |
| DT | DT | Antoine Tassy     |     |

| 4 | DE | Agustín Balbuena      | 52' |
| 6 | MC | Miguel Ángel Brindisi | 57' |

| 17 | DF | Joseph-Marion Leandré | 25' |
| 16 | DE | Fritz Leandré         | 52' |

| Anotado | 15' | Héctor Yazalde |
| Anotado | 18' | René Houseman  |
| Anotado | 55' | Rubén Ayala    |
| Anotado | 68' | Héctor Yazalde |

| Anotado | 63' | Emmanuel Sanon |

| Amonestado | 26' | Carlos Babington |
| Amonestado | 60' | Ramón Heredia    |

| Amonestado | 85' | Fritz Leandré |

| Árbitro             | Pablo Sánchez Ibáñez |
| Árbitros asistentes | Kurt Tschenscher     |
| Árbitros asistentes | Rudi Glöckner        |

_shoulder stripes red stripes
|patrón_pan    = _adidasred

#### Segunda fase: Grupo A
En la segunda fase se enfrentaría a Alemania Democrática, Brasil y Países Bajos, no superándola.
| Equipo               | Pts | PJ | PG | PE | PP | GF | GC | Dif |
| -------------------- | --- | -- | -- | -- | -- | -- | -- | --- |
| Países Bajos         | 6   | 3  | 3  | 0  | 0  | 8  | 0  | 8   |
| Brasil               | 4   | 3  | 2  | 0  | 1  | 3  | 3  | 0   |
| Alemania Democrática | 1   | 3  | 0  | 1  | 2  | 1  | 4  | -3  |
| Argentina            | 1   | 3  | 0  | 1  | 2  | 2  | 7  | -5  |

| 26 de junio de 1974, 19:30 | Países Bajos                        | 4:0 (2:0) | Argentina | Parkstadion, Gelsenkirchen                                            |                                                                       |
|                            | Cruyff 10' 90' · Krol 25' · Rep 73' | Reporte   |           | Asistencia: 55.348 espectadores Árbitro(s): Robert Davidson (Escocia) | Asistencia: 55.348 espectadores Árbitro(s): Robert Davidson (Escocia) |

| 8  | PO | Jan Jongbloed      |     |
| 12 | DF | Ruud Krol          |     |
| 17 | DF | Wim Rijsbergen     |     |
| 20 | DF | Wim Suurbier       | 84' |
| 2  | MC | Arie Haan          |     |
| 3  | MC | Willem van Hanegem |     |
| 6  | MC | Wim Jansen         |     |
| 13 | MC | Johan Neeskens     |     |
| 14 | DE | Johan Cruyff       |     |
| 15 | DE | Rob Rensenbrink    |     |
| 16 | DE | Johnny Rep         |     |
| DT | DT | Rinus Michels      |     |

| 1  | PO | Daniel Carnevali |     |
| 20 | DF | Enrique Wolff    | 46' |
| 17 | DF | Carlos Squeo     |     |
| 14 | DF | Roberto Perfumo  |     |
| 10 | DF | Ramón Heredia    |     |
| 16 | DF | Francisco Sá     |     |
| 18 | MC | Roberto Telch    |     |
| 22 | DE | Héctor Yazalde   |     |
| 4  | DE | Agustín Balbuena |     |
| 2  | DE | Rubén Ayala      |     |
| 11 | DE | René Houseman    | 46' |
| DT | DT | Vladislao Cap    |     |

| 5 | DF | Rinus Israël | 84' |

| 9  | DF | Rubén Oscar Glaria   | 46' |
| 13 | DE | Mario Alberto Kempes | 46' |

| Anotado | 11' | Johan Cruyff |
| Anotado | 25' | Ruud Krol    |
| Anotado | 73' | Johnny Rep   |
| Anotado | 90' | Johan Cruyff |

| Amonestado | 22' | Johan Neeskens |
| Amonestado | 58' | Wim Suurbier   |

| Amonestado | 35' | Roberto Perfumo |

| Árbitro             | Bob Davidson     |
| Árbitros asistentes | Kurt Tschenscher |
| Árbitros asistentes | Pavel Kazakov    |

| 8  | PO | Jan Jongbloed      |     |
| 12 | DF | Ruud Krol          |     |
| 17 | DF | Wim Rijsbergen     |     |
| 20 | DF | Wim Suurbier       | 84' |
| 2  | MC | Arie Haan          |     |
| 3  | MC | Willem van Hanegem |     |
| 6  | MC | Wim Jansen         |     |
| 13 | MC | Johan Neeskens     |     |
| 14 | DE | Johan Cruyff       |     |
| 15 | DE | Rob Rensenbrink    |     |
| 16 | DE | Johnny Rep         |     |
| DT | DT | Rinus Michels      |     |

| 1  | PO | Daniel Carnevali |     |
| 20 | DF | Enrique Wolff    | 46' |
| 17 | DF | Carlos Squeo     |     |
| 14 | DF | Roberto Perfumo  |     |
| 10 | DF | Ramón Heredia    |     |
| 16 | DF | Francisco Sá     |     |
| 18 | MC | Roberto Telch    |     |
| 22 | DE | Héctor Yazalde   |     |
| 4  | DE | Agustín Balbuena |     |
| 2  | DE | Rubén Ayala      |     |
| 11 | DE | René Houseman    | 46' |
| DT | DT | Vladislao Cap    |     |

| 5 | DF | Rinus Israël | 84' |

| 9  | DF | Rubén Oscar Glaria   | 46' |
| 13 | DE | Mario Alberto Kempes | 46' |

| Anotado | 11' | Johan Cruyff |
| Anotado | 25' | Ruud Krol    |
| Anotado | 73' | Johnny Rep   |
| Anotado | 90' | Johan Cruyff |

| Amonestado | 22' | Johan Neeskens |
| Amonestado | 58' | Wim Suurbier   |

| Amonestado | 35' | Roberto Perfumo |

| Árbitro             | Bob Davidson     |
| Árbitros asistentes | Kurt Tschenscher |
| Árbitros asistentes | Pavel Kazakov    |

| 30 de junio de 1974, 16:00                                                                     | Argentina    | 1:2 (1:1) | Brasil                       | Niedersachsenstadion, Hannover                                     |                                                                    |
|                                                                                                | Brindisi 35' | Reporte   | Rivelino 32' · Jairzinho 49' | Asistencia: 38.000 espectadores Árbitro(s): Vital Loraux (Bélgica) | Asistencia: 38.000 espectadores Árbitro(s): Vital Loraux (Bélgica) |
| Primer enfrentamiento en un Mundial de Fútbol entre Argentina y Brasil con victoria brasileña. |              |           |                              |                                                                    |                                                                    |

| 1  | PO | Daniel Carnevali     |     |
| 17 | DF | Carlos Squeo         |     |
| 9  | DF | Rubén Oscar Glaria   |     |
| 5  | DF | Ángel Bargas         |     |
| 4  | DF | Ramón Heredia        |     |
| 16 | DF | Francisco Sá         | 46' |
| 6  | MC | Miguel Brindisi      |     |
| 13 | DE | Mario Alberto Kempes | 46' |
| 3  | MC | Carlos Babington     |     |
| 4  | DE | Agustín Balbuena     |     |
| 2  | DE | Rubén Ayala          |     |
| DT | DT | Vladislao Cap        |     |

| 1  | PO | Emerson Leão           |
| 2  | DF | Luís Pereira           |
| 3  | DF | Marinho Peres          |
| 4  | DF | Zé Maria               |
| 6  | DF | Marinho Chagas         |
| 18 | MC | Roberto Rivelino       |
| 13 | MC | Caju                   |
| 14 | MC | Paulo César Carpegiani |
| 17 | MC | Dirceu                 |
| 11 | DE | Jairzinho              |
| 20 | DE | Valdomiro Vaz Franco   |
| DT | DT | Mário Zagallo          |

| 7  | DF | Jorge Carrascosa | 46' |
| 11 | DE | René Houseman    | 46' |

| Anotado | 35' | Miguel Ángel Brindisi |

| Anotado | 32' | Roberto Rivelino |
| Anotado | 49' | Jairzinho        |

| Amonestado | 72' | René Houseman |

| Árbitro             | Vital Loraux    |
| Árbitros asistentes | Youssou N'Diaye |
| Árbitros asistentes | Jack Taylor     |

| 1  | PO | Daniel Carnevali     |     |
| 17 | DF | Carlos Squeo         |     |
| 9  | DF | Rubén Oscar Glaria   |     |
| 5  | DF | Ángel Bargas         |     |
| 4  | DF | Ramón Heredia        |     |
| 16 | DF | Francisco Sá         | 46' |
| 6  | MC | Miguel Brindisi      |     |
| 13 | DE | Mario Alberto Kempes | 46' |
| 3  | MC | Carlos Babington     |     |
| 4  | DE | Agustín Balbuena     |     |
| 2  | DE | Rubén Ayala          |     |
| DT | DT | Vladislao Cap        |     |

| 1  | PO | Emerson Leão           |
| 2  | DF | Luís Pereira           |
| 3  | DF | Marinho Peres          |
| 4  | DF | Zé Maria               |
| 6  | DF | Marinho Chagas         |
| 18 | MC | Roberto Rivelino       |
| 13 | MC | Caju                   |
| 14 | MC | Paulo César Carpegiani |
| 17 | MC | Dirceu                 |
| 11 | DE | Jairzinho              |
| 20 | DE | Valdomiro Vaz Franco   |
| DT | DT | Mário Zagallo          |

| 7  | DF | Jorge Carrascosa | 46' |
| 11 | DE | René Houseman    | 46' |

| Anotado | 35' | Miguel Ángel Brindisi |

| Anotado | 32' | Roberto Rivelino |
| Anotado | 49' | Jairzinho        |

| Amonestado | 72' | René Houseman |

| Árbitro             | Vital Loraux    |
| Árbitros asistentes | Youssou N'Diaye |
| Árbitros asistentes | Jack Taylor     |

| 3 de julio de 1974, 19:30 | Argentina    | 1:1 (1:1) | Alemania Democrática | Parkstadion, Gelsenkirchen                                           |                                                                      |
|                           | Houseman 20' | Reporte   | Streich 14'          | Asistencia: 53.054 espectadores Árbitro(s): Jack Taylor (Inglaterra) | Asistencia: 53.054 espectadores Árbitro(s): Jack Taylor (Inglaterra) |

| 12 | PO | Ubaldo Fillol        |
| 20 | DF | Enrique Wolff        |
| 5  | DF | Ángel Bargas         |
| 10 | DF | Ramón Heredia        |
| 7  | DF | Jorge Carrascosa     |
| 6  | MC | Miguel Brindisi      |
| 18 | MC | Roberto Telch        |
| 3  | MC | Carlos Babington     |
| 11 | DE | René Houseman        |
| 2  | DE | Rubén Ayala          |
| 13 | DE | Mario Alberto Kempes |
| DT | DT | Vladislao Cap        |

| 1  | PO | Jürgen Croy        |     |
| 2  | DF | Lothar Kurbjuweit  |     |
| 3  | DF | Bernd Bransch      |     |
| 4  | DF | Konrad Weise       |     |
| 18 | DF | Gerd Kische        |     |
| 6  | MC | Rüdiger Schnuphase |     |
| 7  | MC | Jürgen Pommerenke  |     |
| 14 | MC | Jürgen Sparwasser  |     |
| 8  | DE | Wolfram Löwe       | 65' |
| 11 | DE | Joachim Streich    | 80' |
| 20 | DE | Martin Hoffmann    |     |
| DT | DT | Georg Buschner     |     |

| 15 | DE | Eberhard Vogel | 65' |
| 9  | DE | Peter Ducke    | 80' |

| Anotado | 20' | René Houseman |

| Anotado | 14' | Joachim Streich |

| Amonestado | 68' | Ángel Bargas |

| Amonestado | 23' | Jürgen Sparwasser |

| Árbitro             | Jack Taylor           |
| Árbitros asistentes | Mahmoud Mustafa Kamel |
| Árbitros asistentes | Clive Thomas          |

| 12 | PO | Ubaldo Fillol        |
| 20 | DF | Enrique Wolff        |
| 5  | DF | Ángel Bargas         |
| 10 | DF | Ramón Heredia        |
| 7  | DF | Jorge Carrascosa     |
| 6  | MC | Miguel Brindisi      |
| 18 | MC | Roberto Telch        |
| 3  | MC | Carlos Babington     |
| 11 | DE | René Houseman        |
| 2  | DE | Rubén Ayala          |
| 13 | DE | Mario Alberto Kempes |
| DT | DT | Vladislao Cap        |

| 1  | PO | Jürgen Croy        |     |
| 2  | DF | Lothar Kurbjuweit  |     |
| 3  | DF | Bernd Bransch      |     |
| 4  | DF | Konrad Weise       |     |
| 18 | DF | Gerd Kische        |     |
| 6  | MC | Rüdiger Schnuphase |     |
| 7  | MC | Jürgen Pommerenke  |     |
| 14 | MC | Jürgen Sparwasser  |     |
| 8  | DE | Wolfram Löwe       | 65' |
| 11 | DE | Joachim Streich    | 80' |
| 20 | DE | Martin Hoffmann    |     |
| DT | DT | Georg Buschner     |     |

| 15 | DE | Eberhard Vogel | 65' |
| 9  | DE | Peter Ducke    | 80' |

| Anotado | 20' | René Houseman |

| Anotado | 14' | Joachim Streich |

| Amonestado | 68' | Ángel Bargas |

| Amonestado | 23' | Jürgen Sparwasser |

| Árbitro             | Jack Taylor           |
| Árbitros asistentes | Mahmoud Mustafa Kamel |
| Árbitros asistentes | Clive Thomas          |

## Participación de jugadores
|    | Pos            | Jugador            | Equipo                | PJ | Goles |
| -- | -------------- | ------------------ | --------------------- | -- | ----- |
| 1  | Guardameta     | Daniel Carnevali   | Las Palmas (ESP)      | 5  | -11   |
| 2  | Delantero      | Rubén Ayala        | Atlético Madrid (ESP) | 6  | 1     |
| 3  | Delantero      | Carlos Babington   | Huracán               | 5  | 1     |
| 4  | Delantero      | Agustín Balbuena   | Independiente         | 4  | 0     |
| 5  | Defensa        | Ángel Bargas       | Nantes (FRA)          | 3  | 0     |
| 6  | Centrocampista | Miguel Brindisi    | Huracán               | 4  | 1     |
| 7  | Defensa        | Jorge Carrascosa   | Huracán               | 2  | 0     |
| 8  | Centrocampista | Enrique Chazarreta | San Lorenzo           | 1  | 0     |
| 9  | Defensa        | Ruben Oscar Glaria | San Lorenzo           | 3  | 0     |
| 10 | Centrocampista | Ramón Heredia      | Atlético Madrid (ESP) | 6  | 1     |
| 11 | Delantero      | René Houseman      | Huracán               | 6  | 3     |
| 12 | Guardameta     | Ubaldo Fillol      | River Plate           | 1  | -1    |
| 13 | Delantero      | Mario Kempes       | Rosario Central       | 6  | 0     |
| 14 | Defensa        | Roberto Perfumo    | Cruzeiro (BRA)        | 4  | 0     |
| 15 | Centrocampista | Aldo Pedro Poy     | Rosario Central       | 0  | 0     |
| 16 | Defensa        | Francisco Sa       | Independiente         | 5  | 0     |
| 17 | Delantero      | Carlos Squeo       | Racing                | 2  | 0     |
| 18 | Centrocampista | Roberto Telch      | San Lorenzo           | 5  | 0     |
| 19 | Defensa        | Néstor Togneri     | Estudiantes LP        | 0  | 0     |
| 20 | Defensa        | Enrique Wolff      | River Plate           | 5  | 0     |
| 21 | Guardameta     | Miguel Santoro     | Independiente         | 0  | 0     |
| 22 | Delantero      | Héctor Yazalde     | Sporting Lisboa (POR) | 3  | 2     |